# Marcgravia stonei
Marcgravia stonei är en tvåhjärtbladig växtart som beskrevs av J.F. Utley. Marcgravia stonei ingår i släktet Marcgravia och familjen Marcgraviaceae. Inga underarter finns listade i Catalogue of Life.